# Hanno

Călătoria lui Hano

Hanno a fost un navigator cartaginez care a trăit, probabil în secolul VI î.H. El ne este cunoscut dintr-un document redactat în perioada elenistică, care se numește ,,Periplul lui Hanno”. Hanno a ajuns pe coastele Africii Occidentale și posibil în Golful Guineei. A căutat mai multe colonii de pe coasta marocană, stabilind un post de tranzacționare pe o mică insulă din coasta Mauretaniei. Plinius cel Bătrân se îndoiește de faptul că Hanno ar fi ajuns în zona actualului stat Gabon. Plinius consideră că a ajuns la frontierele Arabiei, creditând astfel ideea circumnavigării Africii. Expediția lui Hanno nu a avut succesul scontat, la fel ca cea a compatriotului său Himilco. El s-a întors acasă, datorită lipsei de provizii. Odată ajuns la Cartagina, Hanno a dedicat o inscripție unuia din zeii cartaginezi, explicând ce s-a întâmplat în călătoria sa.